# Єзд
Єзд (перс. یزد — Yazd) — одне з найстародавніших міст Ірану та центр однойменного остану. Населення міста становить близько 505 тис. осіб (у 1963 — 63 500 осіб, у 1949 — 56 000). Забудований переважно глиняними будинками. Місто розташоване в оазі й існує з III тисячоліття до н. е.. Воно знаходиться приблизно за 250 км на схід від Ісфагана.

## Історія
Згадки про місто з'явилися ще у 3000 році до н. е. Воно позначалось як місто Ісатіс у Мідії. У ході археологічних розкопок знаходять також предмети династії Ахеменідів.
Єзд, перебуваючи далеко від історичних столиць, зміг уникнути жорстоких руйнувань. У місті збереглося багато архітектурних пам'яток і культурних реліктів давніх часів.
Під час навали Чингіз-хана тут змогли сховатися від переслідувань художники, науковці та поети.
Єзд відвідував Марко Поло. За його розповідями у 1272 році, це було процвітаюче місто з розвиненим виробництвом шовку.

## Визначні місця
Єзд — одне з небагатьох міст Ірану, у якому збереглося величезне старе місто у тому вигляді, у якому воно було багато століть тому. Місто дуже насичене історичними пам'ятками.
Найвідоміші історико-культурні пам'ятки:
- Мавзолей Доваздех-Імам (XI століття);
- Соборна мечеть (XIV століття);
- Медресе Шамс (XIV століття);
- Комплекс Амір-Чакмак;
- Сад Довлатабад.[3]
- Музей води, у якому демонструються стародавні технології видобування, транспортування та зберігання води у пустельних регіонах Ірану;
- Зороастрійський храм (1932 року). Сюди був перенесений Аташ Беграм (Вогонь Перемоги) — один з найсвященніших вогнів зороастризму, який був запалений, за наявними даними, прибл. у 470 р. н. е., і є найстарішим на сьогодні зороастрійським вогнем.
- Вежі Мовчання або Дахми — круглі кам'яні споруди на скелях та пагорбах, призначені для поховань згідно з зороастрійською традицією.

Завдяки своєму віддаленому розташуванню, Єзд став прихистком для зороастрійської громади, яка зазнала переслідувань з початком ісламського завоювання Ірану. На сьогодні Єзд є одним з ключових культурних центрів зороастрійців в Ірані.
Середньовічний центр мініатюри.

### Вежі вітру
Вежі вітру або бадгіри призначені для охолодження повітря в житлових приміщеннях і водосховищах.
За часів династії Каджарів Єзд управляли хани Бахтіяр.
Унаслідок історичної, культурної та релігійної значущості Єзд номінується в об'єкти Всесвітньої спадщини ЮНЕСКО.

### Мечеть Джамі XIV століття
Ця мечеть з двома високими мінаретами — унікальна споруда. Мінарети — найвищі в Персії.

## Відомі люди
Відомі люди, що народилися у Єзді:
- Шараф ад-Дін Язді — видатний історик епохи Тимуридів
- Мохаммад Хатамі — колишній іранський президент
- Моше Кацав — колишній ізраїльський президент

Єзд відомий за укладеним у 1907 році між Російською імперією та Великою Британією договором про розмежування сфер інтересів у Персії. Землі на північ від Єзда за договором ставали сферою російського впливу, а землі на південь — британського.

## Галерея

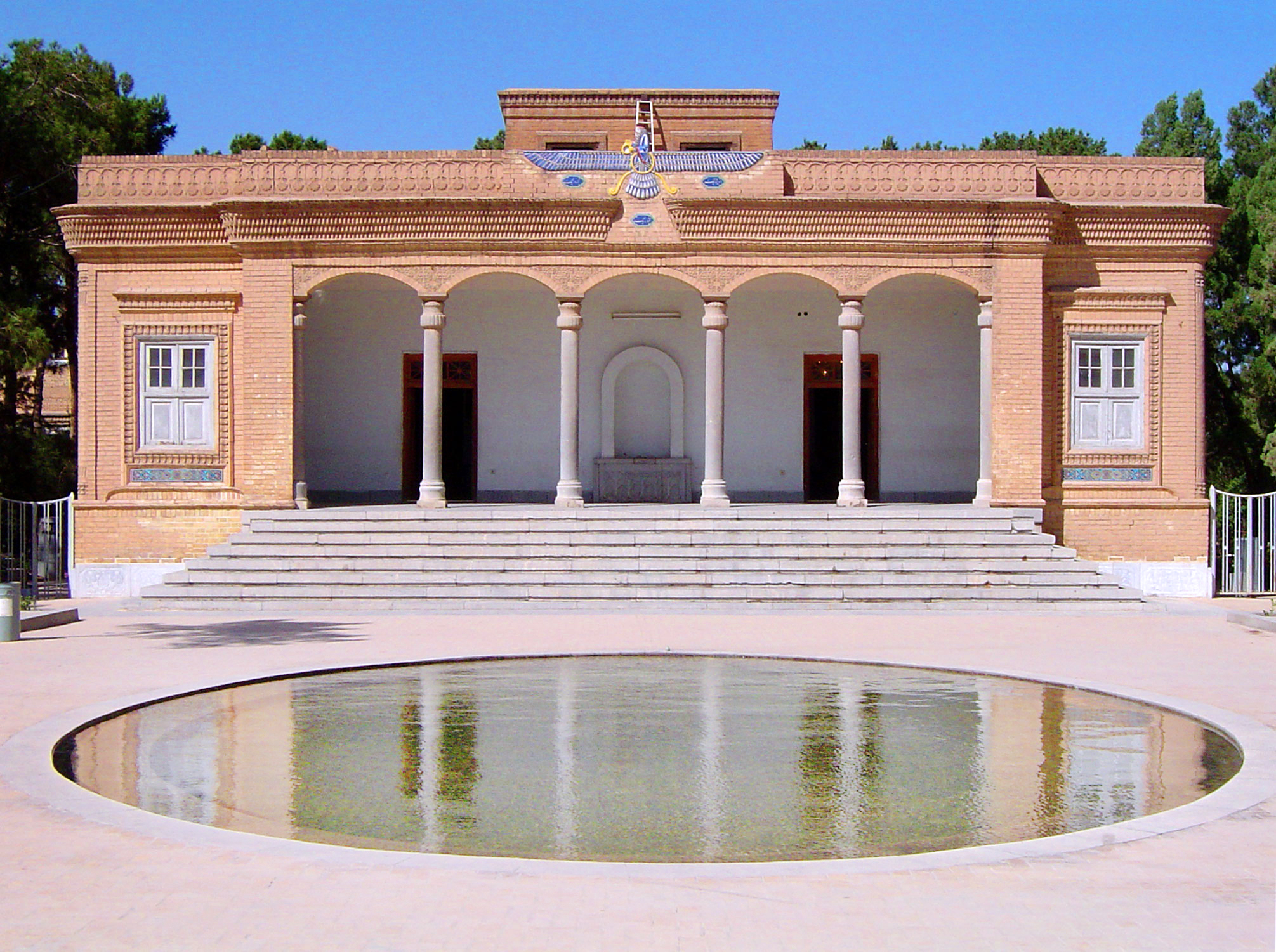
Зороастрійський Храм вогню у Єзді
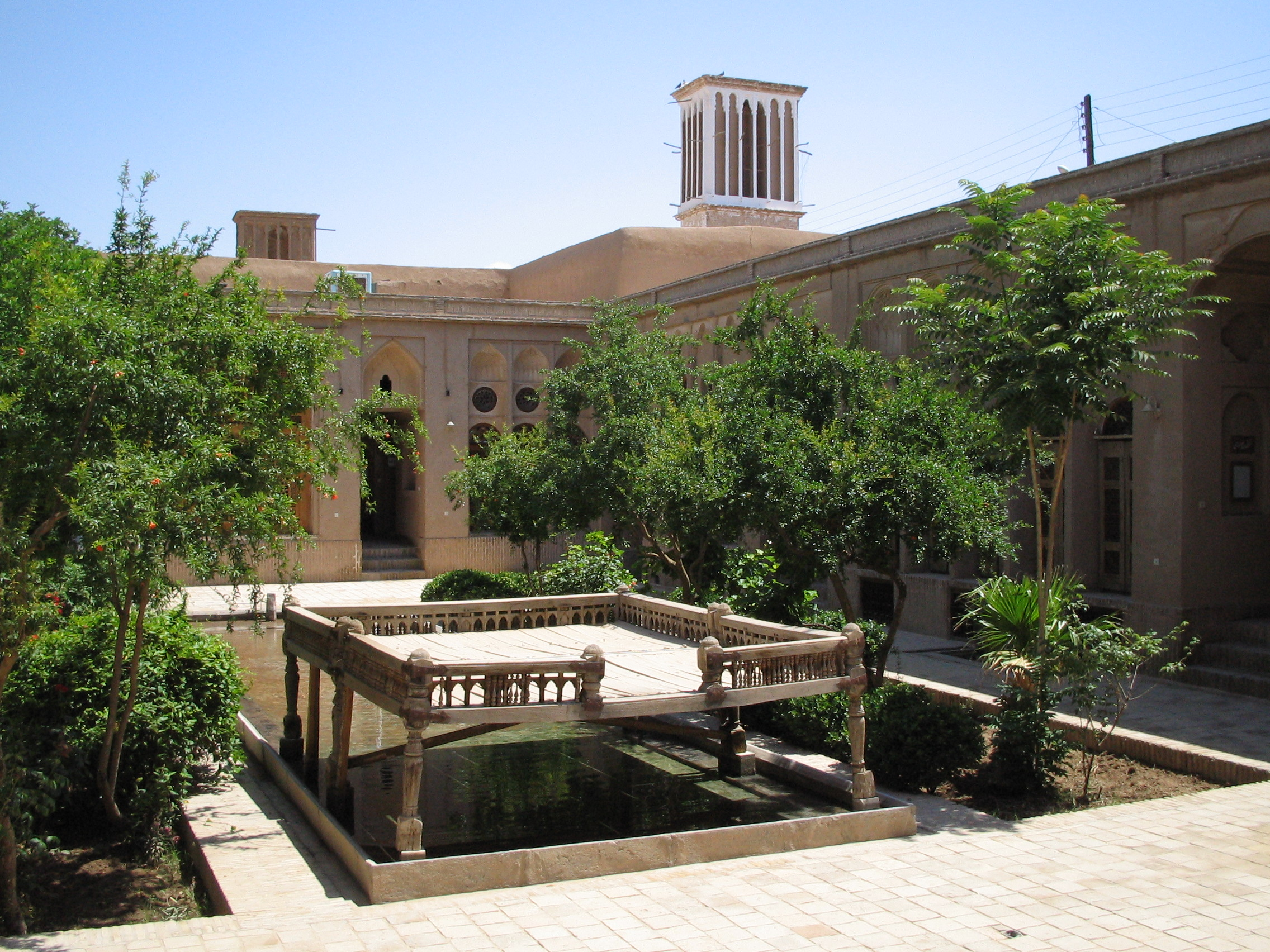
Дім зборів
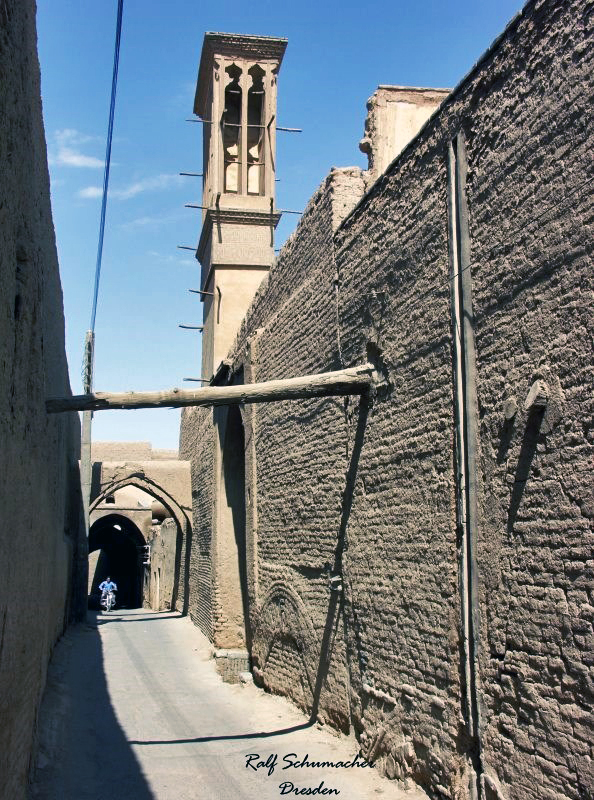
Вежа Вітру (Бадгір) у старому місті
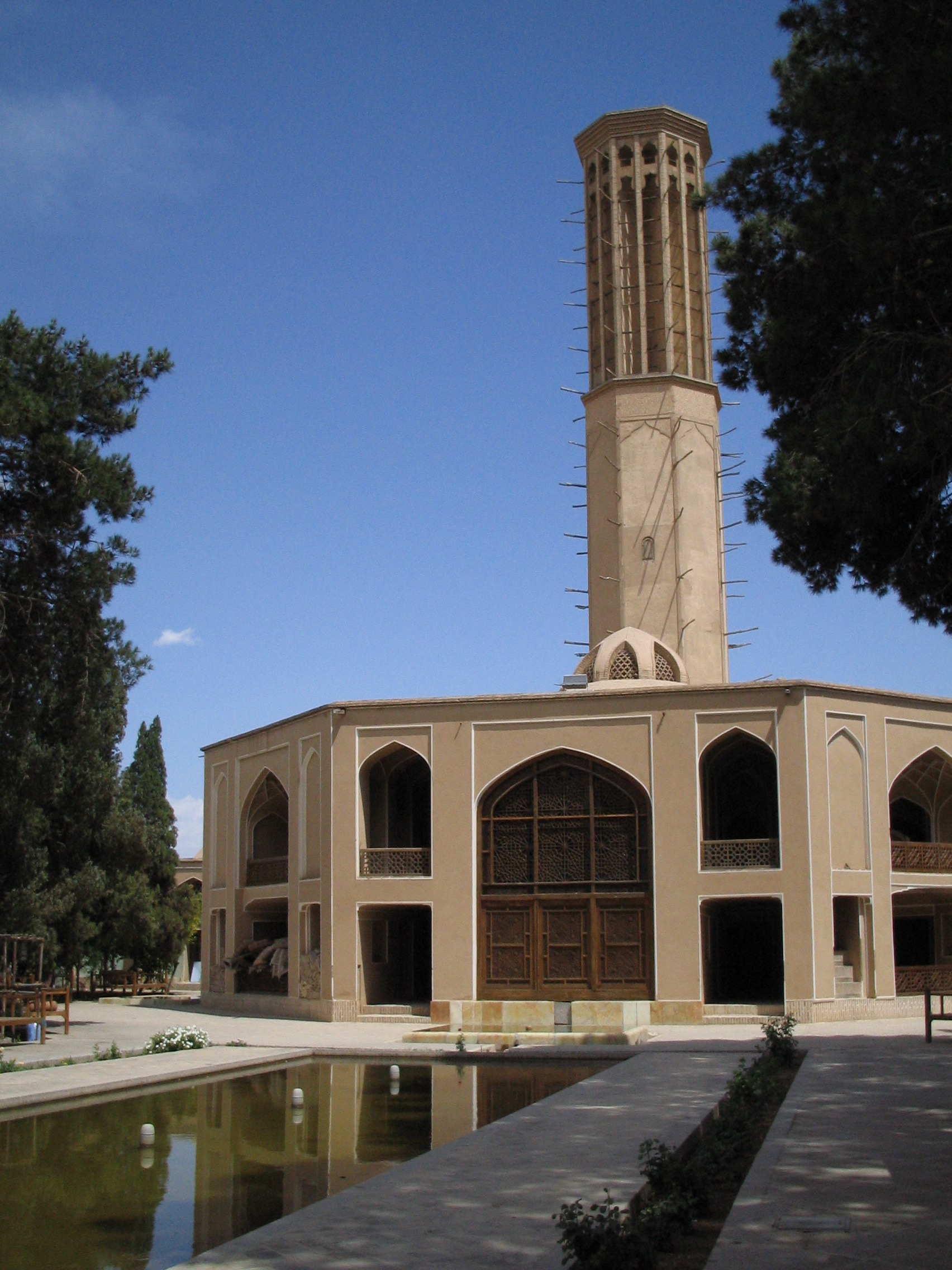
Вежа вітру (Бадгір)
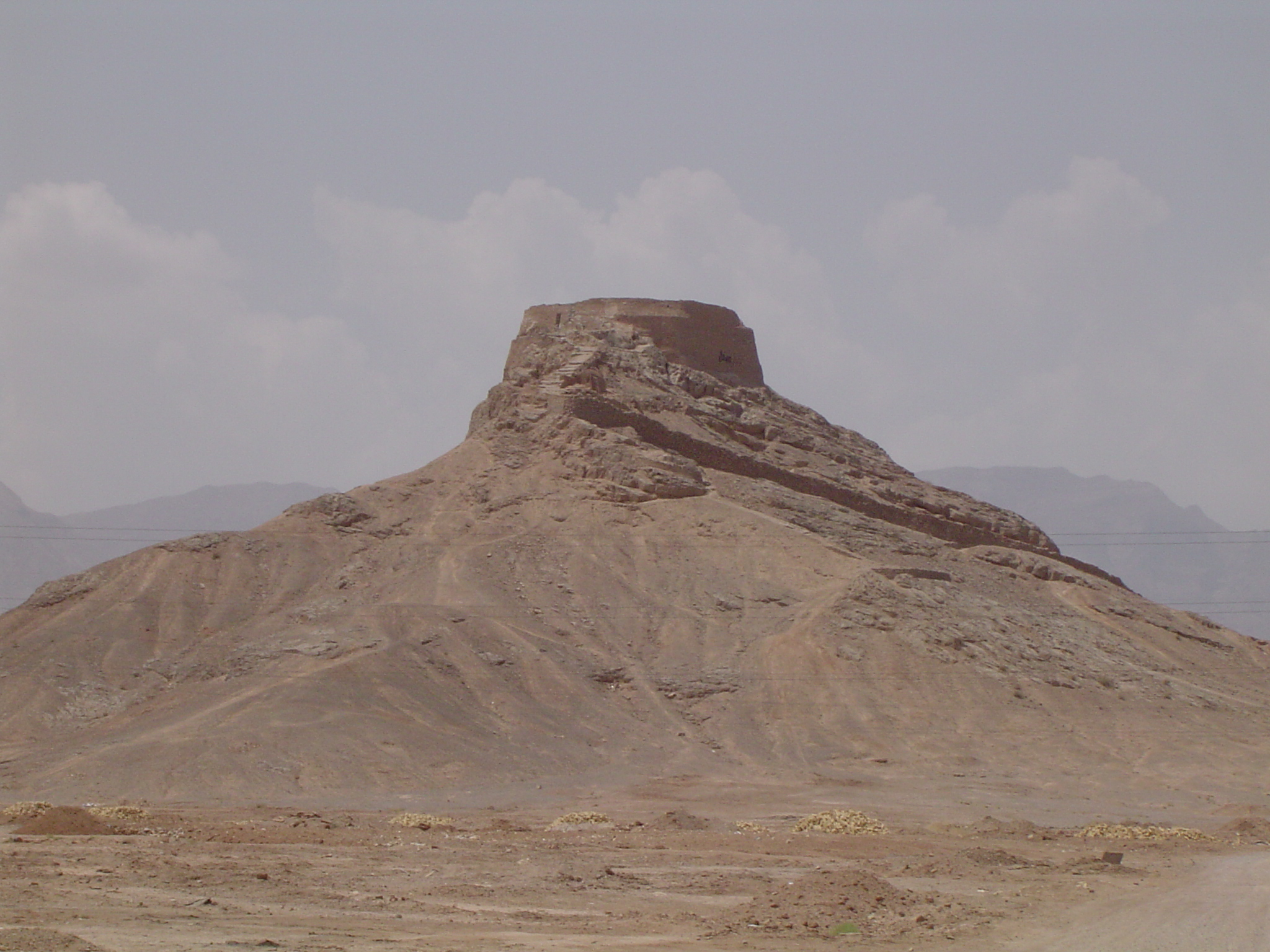
Зороастрійська Вежа мовчання (дакхма) на околиці Єзда
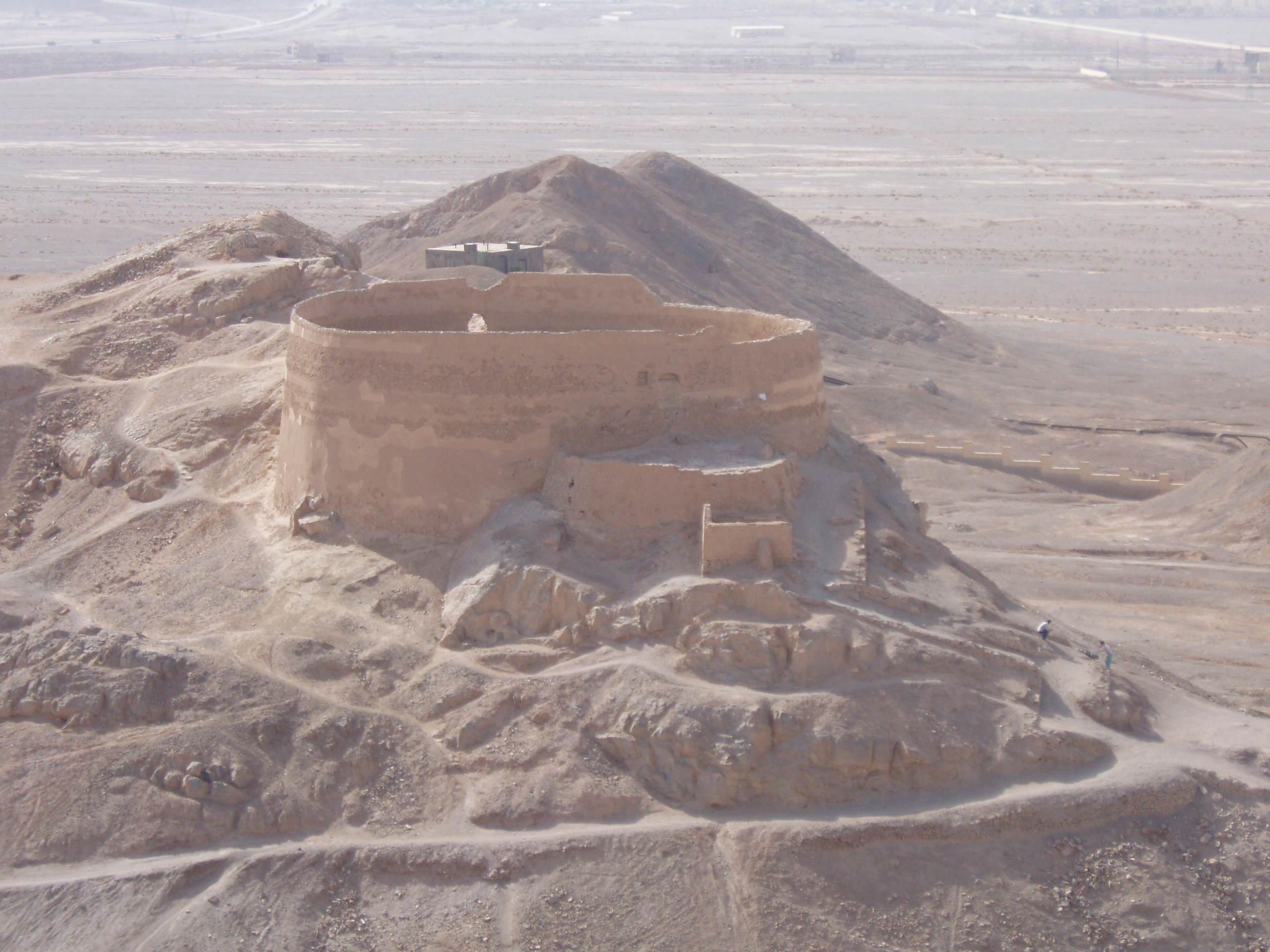
Зороастрійська Вежа мовчання (дакхма) на околиці Єзда
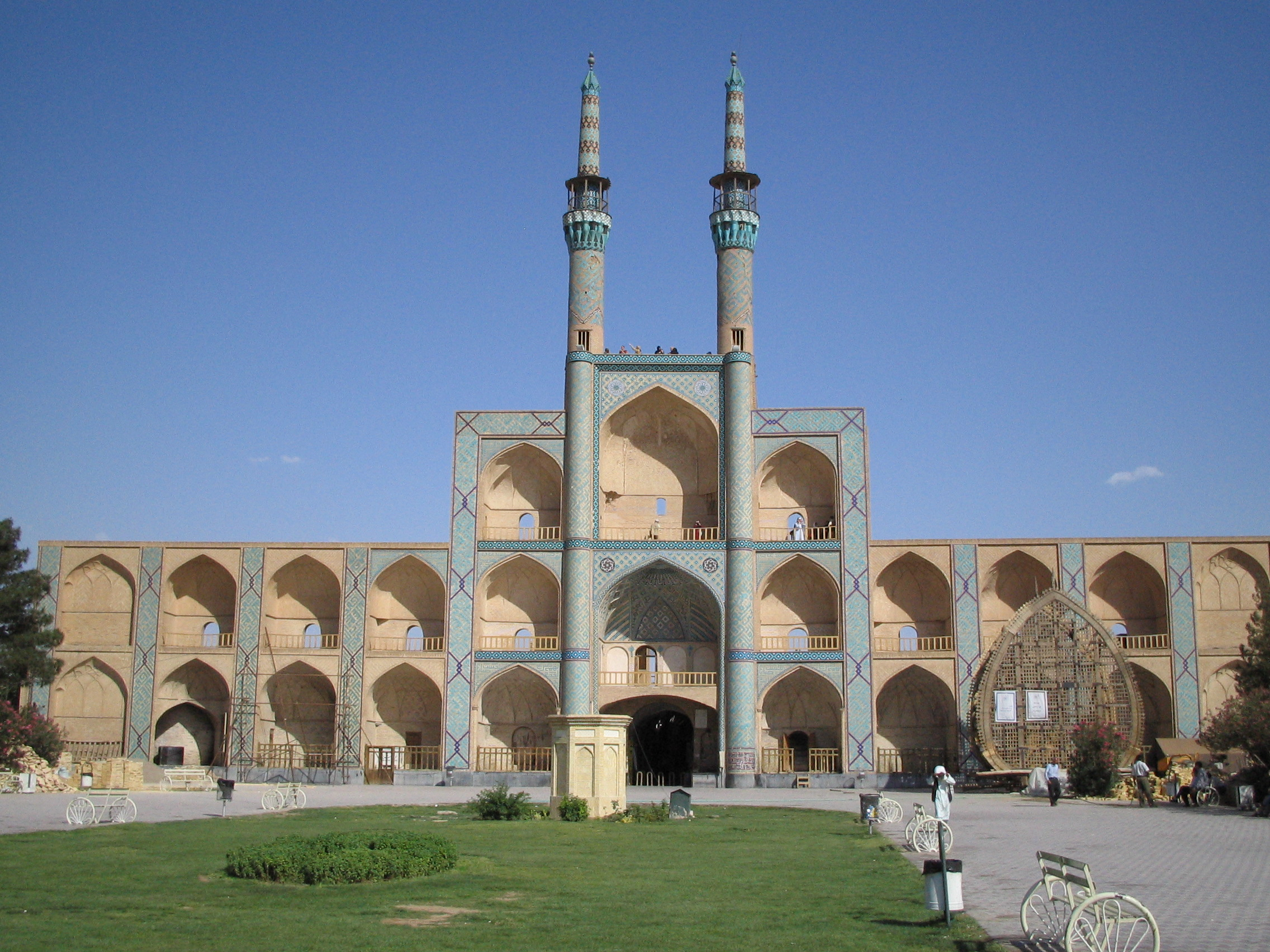
Мечеть Амір Чагхмагх
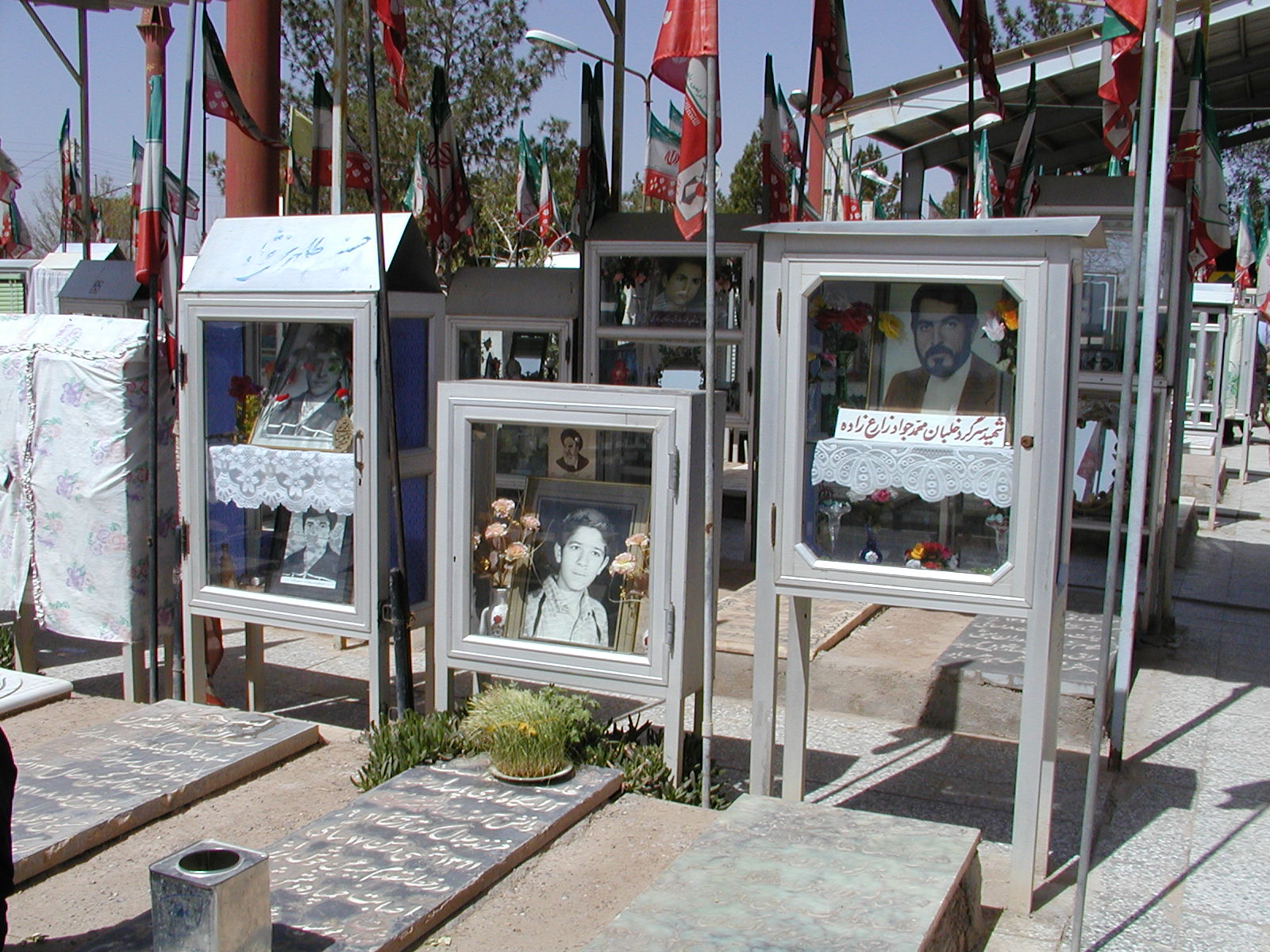
Цвинтар солдатів, які загинули під час Ірано-іракської війни
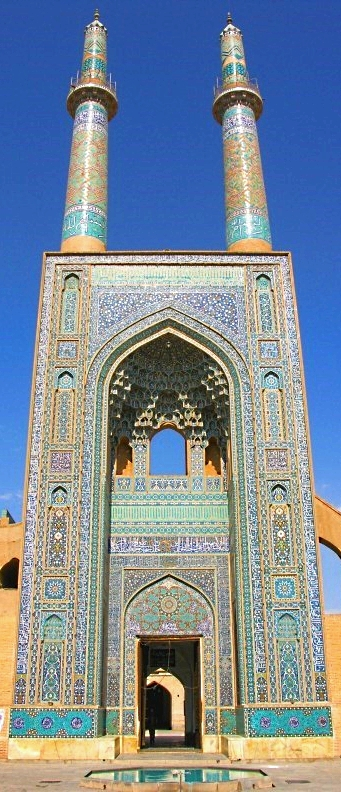
Мечеть у Єзді